# Donald Olsen
Donald Olsen (23 luglio 1919 – 21 marzo 2015) è stato un architetto statunitense, un importante architetto della Bay Area della metà del XX secolo.

## Biografia
Era nato nel Minnesota e aveva studiato con Walter Gropius ad Harvard, fondando poi, nel 1953, uno studio di architettura a Berkeley (California) . Nel 1954, sempre a Berkeley, progettò la Olsen House (nota come Donald e Helen Olsen House) in stile internazionale. Era un membro della facoltà di architettura della UC Berkeley School, che divenne il Dipartimento di Architettura quando fu fondato il College of Environmental Design nel 1959. Insieme a Vernon DeMars e Joseph Esherick, progettò Wurster Hall, inaugurata nel 1964.